# Ulrich von Brockdorff-Rantzau
Ulrich von Brockdorff-Rantzau (Schleswig, 29 maggio 1869 – Berlino, 8 settembre 1928) è stato un diplomatico tedesco.
Fu il primo ministro degli esteri della Repubblica di Weimar e ambasciatore tedesco in URSS.

## Biografia

### I primi anni
Figlio del conte Hermann zu Rantzau e di Juliane von Brockdorff, Brockdorff-Rantzau completò i propri studi di giurisprudenza a Neuchâtel ed a Friburgo in Brisgovia laureandosi nel 1891. Tra il 1891 ed il 1893 egli prestò servizio nell'esercito prussiano venendone dimesso col grado di Secondo Luogotenente dopo aver subito una ferita. Egli entrò dunque nel Ministero degli Esteri come diplomatico. Dal 1897 al 1901 fu segretario dell'ambasciata a San Pietroburgo. Nel 1901 venne spostato a Vienna. Dal 1909 al 1912 divenne addetto al console generale a Budapest. Infine nel 1912 egli divenne ambasciatore in Danimarca. Con questa posizione fu in grado di assicurare lo scambio di carbone con la Danimarca in cambio di cibo e fu nell'ambito di queste transazioni che conobbe il futuro presidente tedesco Friedrich Ebert. Egli si occupò anche di facilitare il passaggio dei capi bolscevìchi Vladimir Lenin e Karl Radek attraverso la Germania in un treno sigillato nel 1917.

### Ministro degli Esteri
A questo punto gli venne offerto l'incarico di Außenstaatssekretär (Segretario di Stato per gli Affari Esteri) a seguito delle dimissioni di Arthur Zimmermann nel 1917, ma egli declinò l'offerta dal momento che pensava di non essere in grado di condurre un'adeguata politica diplomatica indipendente dalle interferenze militari. Ad ogni modo, nel dicembre del 1918, egli accettò questo incarico nel governo di Philipp Scheidemann con cinque condizioni:
1. Un'assemblea nazionale costituente avrebbe dovuto convenire prima del 16 febbraio 1919 per assicurare che il Consiglio Popolare dei Deputati avesse basi costituzionali.
2. Il credito della Germania avrebbe dovuto essere ripristinato.
3. Doveva essere creato subito un esercito repubblicano per prevenire lo scoppio di rivoluzioni comuniste allo scopo di creare nella Germania un forte partner di negoziazione nella conferenza di pace del 1919.
4. Dovevano essere compiuti tutti gli sforzi necessari a rimuovere il coinvolgimento del Consiglio dei Soldati e dei Lavoratori dagli affari di governo.
5. Domandò il diritto di partecipare ai problemi interni della Germania di modo da assicurarne la pace a livello internazionale.

Ebert dell'SPD e Hugo Haase dell'USPD concordarono sulle prime quattro condizioni ed il 13 febbraio successivo Brockdorff-Rantzau ottenne ufficialmente l'incarico.
Malgrado ad ogni modo il terrore per una rivoluzione comunista, la Germania in quell'epoca stava mantenendo delle relazioni tutto sommato positive con l'Unione Sovietica. Ad ogni modo quando Matthias Erzberger avvocò pubblicamente al rilascio di Karl Radek, diplomatico bolscevico arrestato dopo essere entrato clandestinamente in Germania, la situazione nazionale peggiorò notevolmente.
Dopo la sconfitta degli spartacisti nel gennaio del 1919, le elezioni per la formazione dell'assemblea costituente nazionale continuarono a Weimar in quanto Berlino non si era dimostrata una città sicura. Il 14 febbraio Brockdorff-Rantzau convenne all'Assemblea Nazionale stabilendo che la Germania era in grado di firmare una pace, ma non di accettarsi come l'unica responsabile della prima guerra mondiale, né come depositaria di atrocità e barbarie senza precedenti. La necessità di essere giudicati secondo un metro imparziale fece sì che la Germania aderisse ai punti di Wilson e che non volesse concedere indennità territoriali. Il paese sconfitto accettò in linea di principio di rimborsare i civili danneggiati e ricostruire quanto era andato perduto, non con il lavoro di prigionieri di guerra bensì di volontari.
A seguito del dispaccio pervenuto il 22 aprile 1919 secondo il quale la Russia era intenzionata a riprendere i negoziati con la Germania, Brockdorff-Rantzau convocò subito il suo gabinetto di sessione per discutere della faccenda e della nuova linea da adottare in questo senso.

### Il Trattato di Versailles

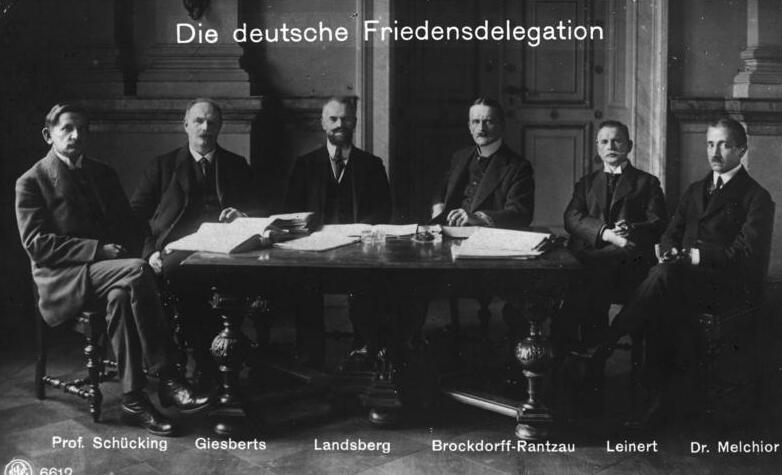
La delegazione tedesca alla firma del Trattato di Versailles nel 1919. Ulrich von Brockdorff-Rantzau è il terzo da destra.

Il conte von Brockdorff-Rantzau guidò la delegazione tedesca presente a Versailles il 29 aprile 1919, ma venne fatto attendere per diversi giorni. Quando il 7 maggio iniziò la prima sessione, i giornali francesi rumoreggiarono che tale data fosse stata scelta quale anniversario dell'affondamento del Lusitania. Dopo che Georges Clemenceau aveva accusato la Germania di essere la responsabile dell'intero conflitto, Brockdorff-Rantzau ribadì che si trovava in quella sede per discutere di un trattato di pace e ancora una volta ribadì le colpe della Germania, che però erano da dividere con le altre potenze partecipanti al conflitto sullo stesso schieramento. Egli esordì inoltre sostenendo che la politica della vendetta e dell'espansionismo, che aveva raggiunto la sua crisi con la Grande Guerra, aveva contribuito solo all'indebolimento dell'Europa. 
Il conte von Brockdorff-Rantzau si recò dunque alla firma del Trattato di Versailles negoziando una pace basata sui 14 punti del presidente statunitense Woodrow Wilson, oltre alla richiesta dell'annessione dell'Austria alla Germania. Questa sua idea venne rigettata, procurando ulteriore risentimento in patria verso le potenze vincitrici e la Germania venne costretta de facto a subire il trattato e le sue pesanti condizioni.
Egli venne in seguito nominato ambasciatore a Mosca e giocò un ruolo fondamentale nelle relazioni tra Germania e Russia sino alla sua morte di cancro alla gola nel 1928. Negli ultimi anni lavorò a stretto contatto col commissario popolare sovietico per gli affari esteri Georgy Chicherin.